# Adriaen Matham
Adriaen Matham (Haarlem, ca. 1599 - La Haye, 1660) est un graveur, marchand d'art, peintre et éditeur néerlandais.
À Haarlem, il est porte-drapeau de la milice de Saint Adrien de Haarlem, et produit plusieurs portraits gravés. Il s'engage en 1640 dans une mission de l'ambassade néerlandaise au Maroc, où il observe avec attention les endroits où il passe, et rédige à son retour un ouvrage faisant le compte-rendu de son voyage qu'il illustre avec ses propres gravures. À La Haye, il devient un marchand d'art.

## Biographie
Adriaen Matham est né entre 1589 et 1609 à Haarlem. Il est le fils de Jacob Matham, qui lui enseigne le dessin et la gravure, et qui était lui-même influencé par Hendrik Goltzius. Ses frères Jan et Theodor sont également artistes.

### Haarlem
Adriaen Matham est actif à Haarlem de 1620 à 1642 ; il fait néanmoins des séjours à Paris (1622), à De Waal (1640) et au Maroc (1640-1641). Il grave ou peint principalement des sujets de dévotion, des portraits, des scènes de genre, des paysages et des scènes religieuses. En 1620, il grave une série de portraits sur les comtes de Hollande, publiée après sa mort en 1663 et illustre des ouvrages, comme Académie de l'Espée (Anvers, 1628) et De Hollandsche-Lijs met de Brabandsche Belij de Gillis Quintijn (1629). Il grave également des portraits dans le style de Jacob De Gheyn l'Ancien et des sujets grotesques comme Les Hiboux (voir plus bas).
Il est membre de la Garde civile de Saint-Adrien de Haarlem dans la compagnie des « Cluveniers » de 1624 à 1627, et Frans Hals le représente comme porte-drapeau dans sa peinture Banquet des officiers du corps des archers de Saint-Adrien (1627 — voir ci-contre). Il produit plusieurs dessins d'après des peintures de Hals, en particulier ceux des portraits d'Isaac Massa et de Pieter van den Broecke.
Matham s'est marié trois fois, deux fois à Haarlem et une troisième à Amsterdam,.

### Maroc
Le 1er novembre 1640, Matham, qui s'est engagé à l'ambassade néerlandaise menée par Antonius de Liedekerke (en) auprès du roi du Maroc Mohammed esh-Sheikh es-Seghir,, entame le voyage vers la « Barbarie ». Il a tenu le journal de ce voyage dans un ouvrage conservé à la bibliothèque de la cour impériale à Vienne : Journal de l'Ambassade du Sieur Anthonis de Liederkerke, envoyée par les très-puissants Membres des États-Généraux des Pays-Bas au Roi du Maroc ; lequel journal fut tenu par Adriaen Matham, peintre, à bord du navire « Gelderland », de 1640 à 1641,. Ils sont d'abord reçus à Asasia (sic) par un célèbre pirate, Jan Janszoon, devenu « Gouverneur de la ville et l'Alkeir », à qui rendaient visite sa sœur Lysbeth et son mari, avant de se présenter devant le roi à Marrakech.
En 1640, Adriaen Matham a réalisé un célèbre dessin et une gravure du palais El Badi, avant sa destruction par le sultan alaouite Ismaïl ben Chérif en 1696. Il a aussi visité le port de Mogador en 1641, où il a remarqué la présence de Juifs, qui faisaient affaires avec les Néerlandais et les Britanniques. Il fait plusieurs esquisses de poissons qu'il a découverts lors de ses voyages. Lors de son voyage de retour, il visite Madeira.

### La Haye
Une fois arrivé, Matham s'installe à La Haye en 1644. Il fait graver plusieurs des événements ayant eu lieu lors de son voyage et qu'il avait dessinés, comme la réception à l'ambassade, intitulée Regis maroci Palatium magni. (et sous-titrée In Barbaria Adriani Matham effigiavit ad vivum sculpsit et Judocus Hondius excudit) et est composée de cinq feuilles qui contiennent notamment un poème en néerlandais, le portrait d'Anthonius de Liederkercke et ce qui semble être ses armoiries, un texte en turc et le portrait de Muley Hamet, empereur marocain.
Il est enregistré comme marchand d'art de 1646 ou 1648 à 1655,, au lieu-dit « 't Hoff », à l'enseigne « in 't wapen van Thiel ». Matham a notamment eu comme client la régence de Haarlem.
Adriaen Matham a collaboré et fait des affaires avec le cartographe Johannes Blaeu.
Adriaen Matham meurt le 23 novembre 1660 à La Haye.

## Sélection d'œuvres

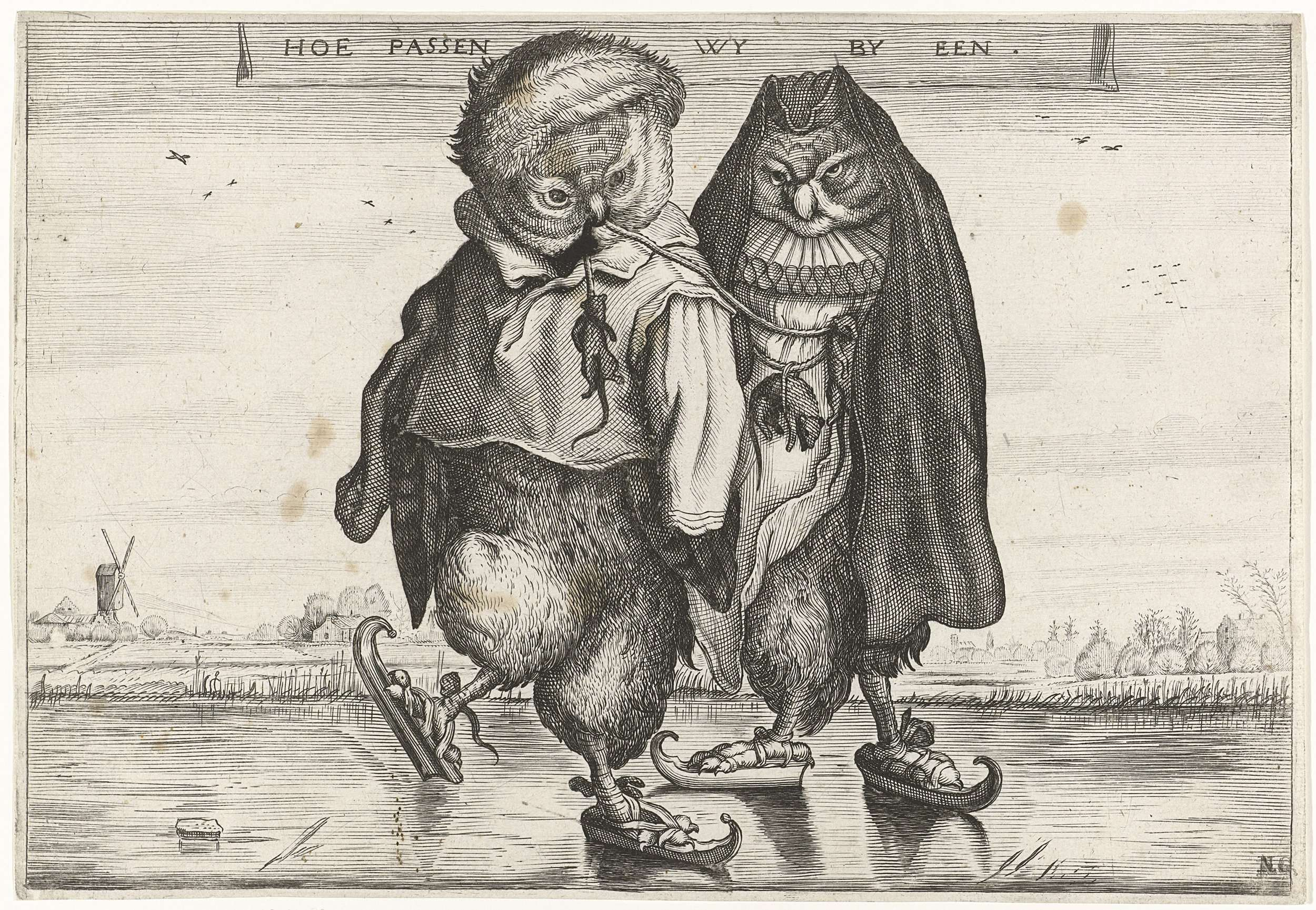
Hiboux, gravure (1620-1660).
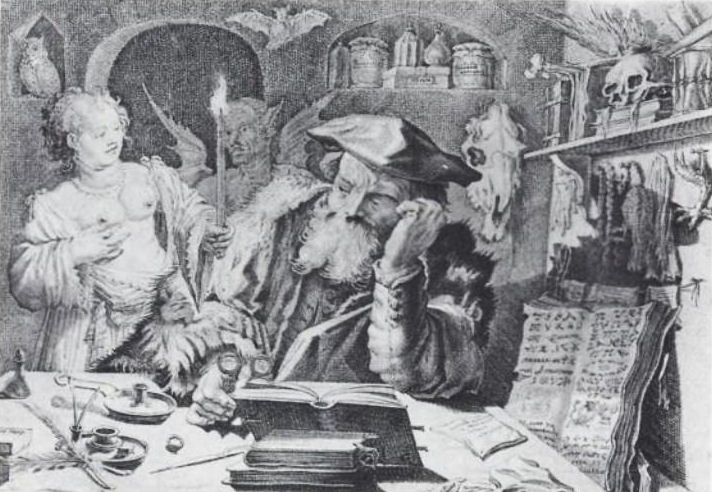
Femme tentatrice, diable, alchimiste, gravure n. d..
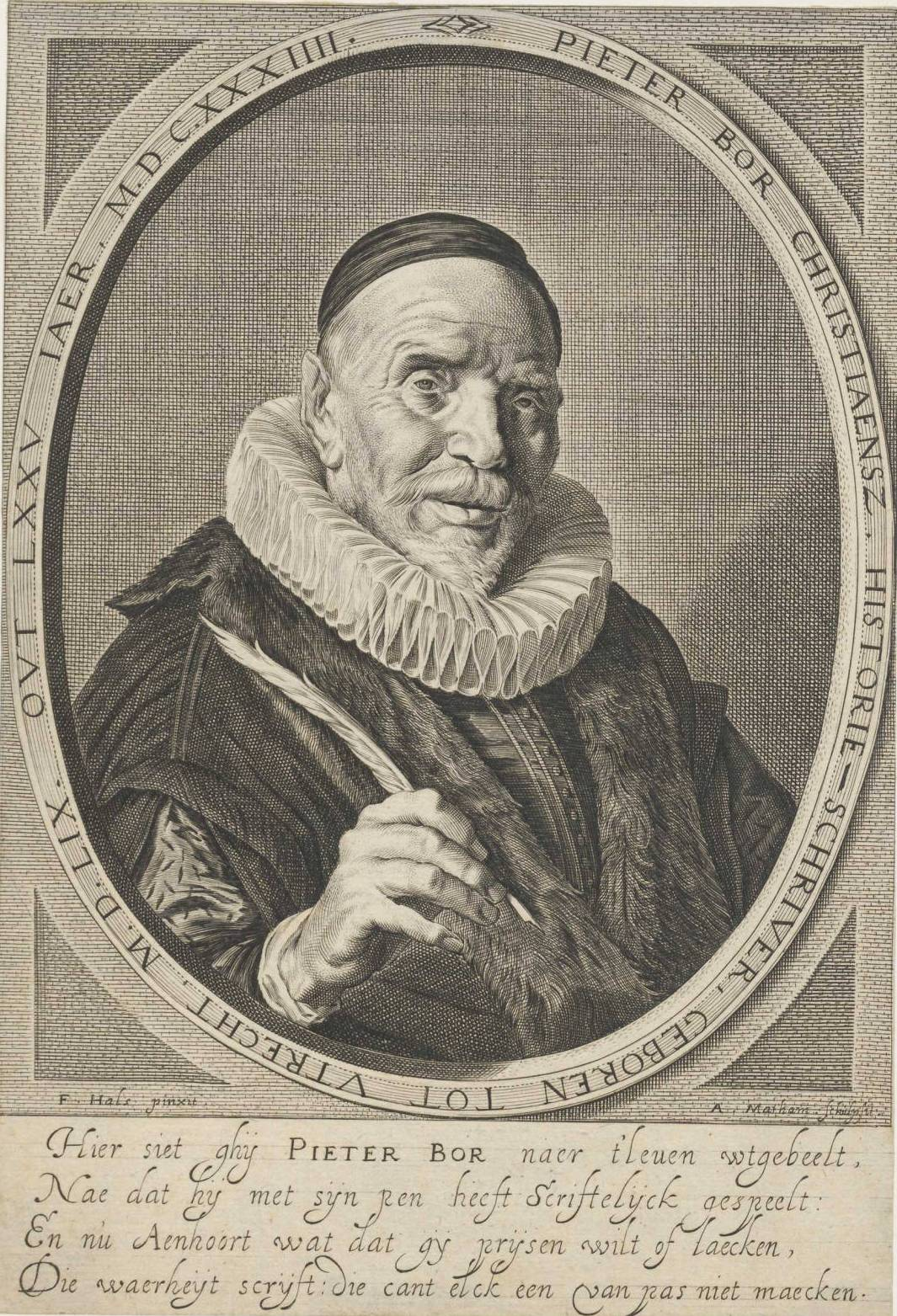
Portrait de Pieter Bor (en), gravure d'après Frans Hals (1634).
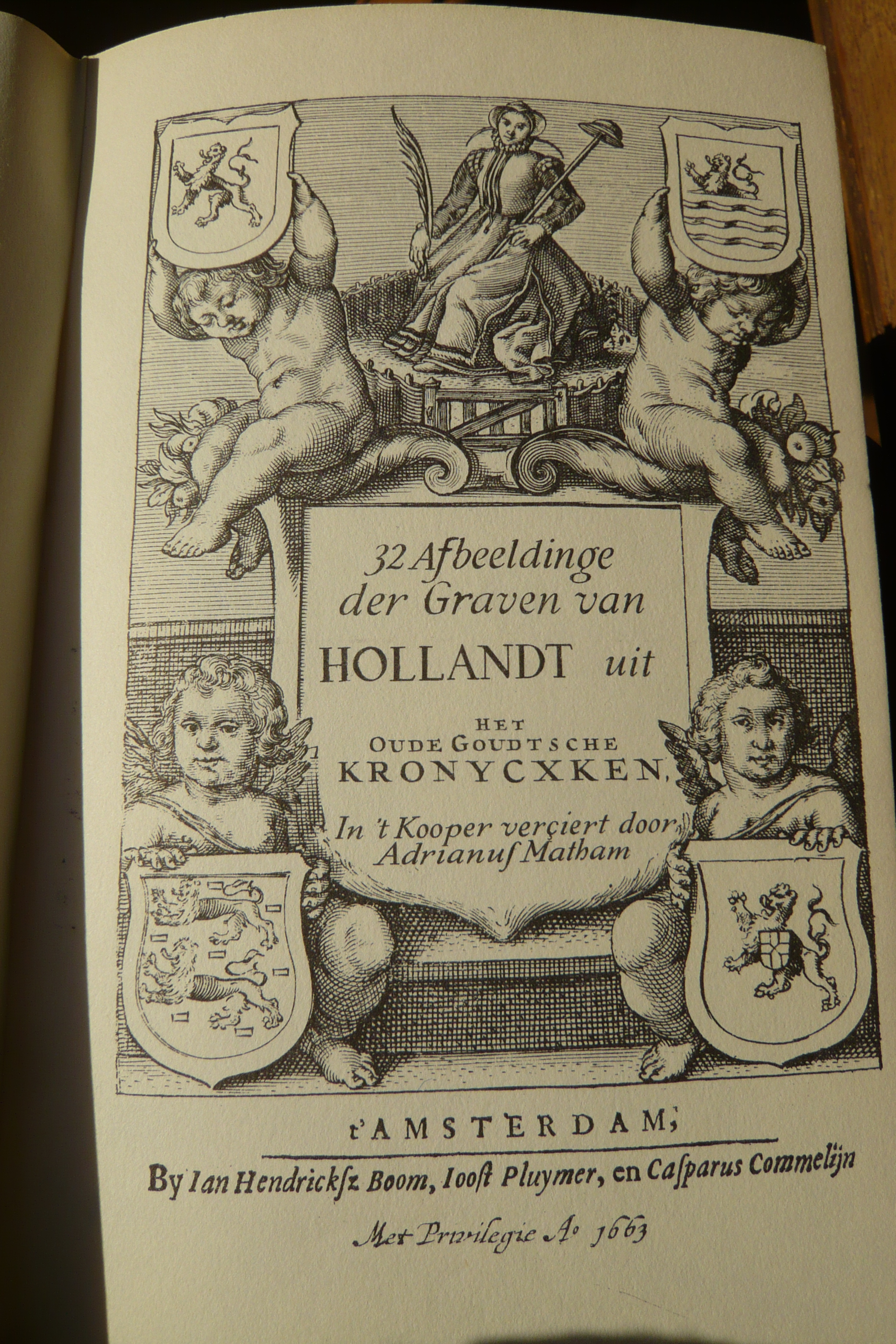
Page de titre des Comtes de Hollande, gravure (publiée en 1663).
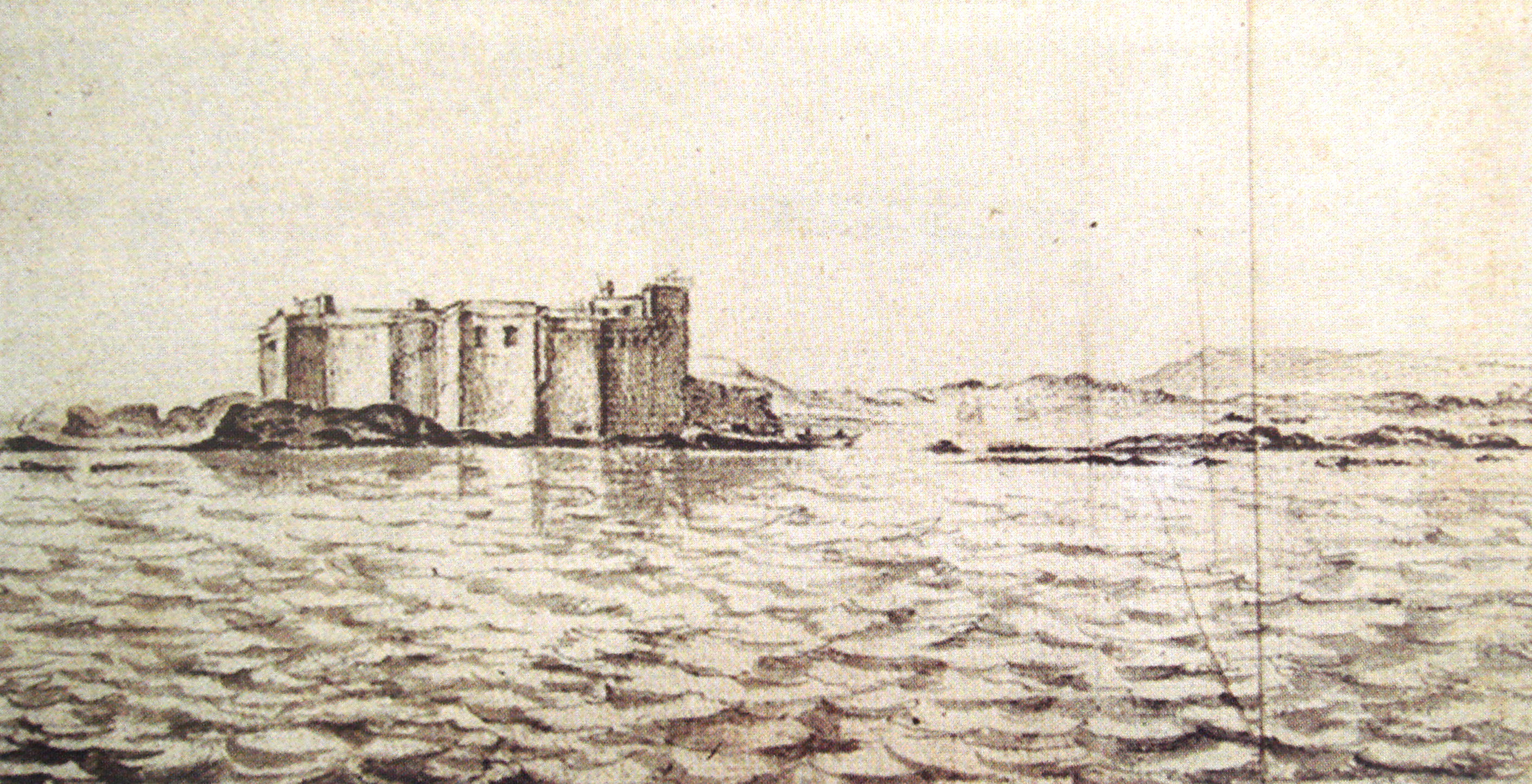
Castelo Real de Mogador, dessin (1641).